# West Ham United Football Club
Maillots
Actualités
West Ham United Football Club, abrégé West Ham United ou simplement West Ham, est un club anglais de football fondé en 1895 situé dans le district de Newham, en banlieue de Londres. Le club évolue dans le championnat d'Angleterre de football en Premier League, et est présidé par Vanessa Gold et David Sullivan. Karren Brady en est actuellement la directrice exécutive.
Bien que le club n'ait jamais remporté le championnat, West Ham est un club historique du football anglais et connaît son heure de gloire dans les années 1960 en remportant notamment la Coupe d'Europe des vainqueurs de coupe. Le club remporte son deuxième titre européen avec la Coupe Intertoto en 1999 et son troisième titre européen avec la Ligue Europa Conférence 2022-2023.
Au fil des années, le club a acquis la réputation de posséder l'une des meilleures académies d'Angleterre. Plusieurs joueurs qui ont marqué l'histoire du football tels que Bobby Moore, Rio Ferdinand, Frank Lampard ou encore Declan Rice ont ainsi fait leurs classes au sein de la West Ham Academy.
Les Hammers entretiennent une très forte rivalité avec Millwall, généralement considéré comme le principal rival du club mais aussi avec Chelsea et Tottenham, deux grands clubs de la capitale.
West Ham joue ses matchs à domicile au Stade olympique de Londres depuis 2016.

## Histoire

### Les débuts (1885-1961)
Fondé en 1895 sous le nom de Thames Iron Works FC, le club adopte son nom actuel en 1900 et opte pour le statut professionnel. Durant les premières saisons, l'équipe évolue dans des divisions inférieures. Le club dispute deux saisons au sein de la London League avant d'intégrer la Southern League D1 en 1898. Les premiers matchs à domicile du club furent joués au "Mémorial Grounds" à Plaistow. À la suite de nombreux conflits au sujet de la gestion financière du club, Thames Iron Works FC fut dissout et rebaptisé West Ham United Football Club pratiquement dans l'immédiat. 

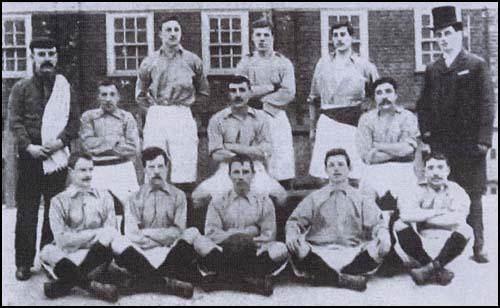
L'équipe Thames Iron Works ici en 1897.

Syd King, nommé en 1902 est le premier entraineur officiel du club.
Par la suite, le club déménageât au Boleyn Ground en 1904 et y resta pendant plus de cent ans. Le stade se trouvait dans les environs de West Ham, dans le district de Newham, à l'est de Londres. Après plusieurs saisons passées dans les divisions inférieures, les Hammers terminent quatrièmes de leur championnat local à l'issue de la saison 1914-1915 rejoignent la League en seconde division en 1919 dès la reprise des championnats après la Première Guerre mondiale.

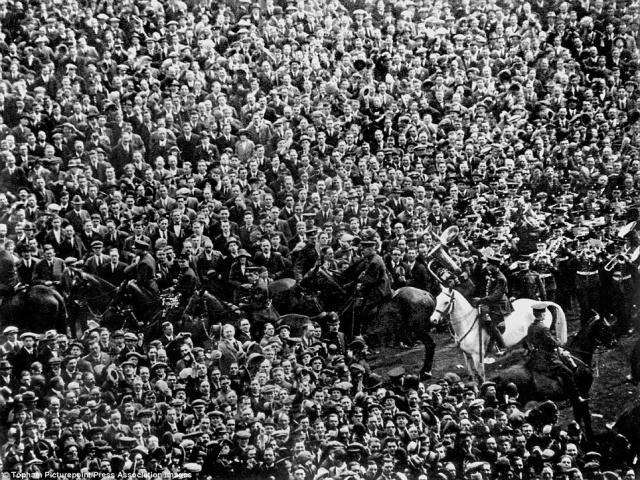
Finale de FA Cup en 1923. On y voit Billy le cheval blanc qui a marqué les esprits durant la rencontre.

Leur premier match se solde par un match nul 1-1 face à Lincoln City. Après trois saisons plus que correctes qui voient le club terminer successivement septième, cinquième puis quatrième, l'équipe est promue en première division en 1923 après avoir terminé deuxième du classement derrière Notts County et participe, la même année, à la première finale de FA Cup de son histoire, face à Bolton Wanderers. Cette finale, qui est aussi la première jouée à Wembley est connue sous le nom "The White Horse Final". On estime en effet à peu près à 200.000 le nombre de supporters présent dans le stade et beaucoup d'entre eux finirent par se retrouver sur le terrain, faute de place dans les gradins. La police intervint alors pour tenter de remettre de l'ordre et l'image de Billy, un grand cheval blanc appartenant à l'un des policiers est restée dans les mémoires. La finale se solde par une victoire de Bolton 2 à 0. Durant les 10 prochaines années, l'équipe parvient à se maintenir en première division mais finira par descendre en 1931.

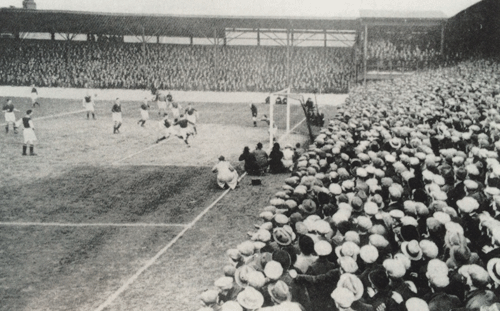
Derby face au rival Millwall en 1930.

Syd King, alors au club depuis 1902 est démis de ses fonctions. Il souffre alors de graves problèmes psychologiques à la suite de la relégation et se suicide en 1933.
C'est son ancien assistant Charlie Paynter qui connait bien le club pour y avoir exercé plusieurs fonctions depuis 1897 qui est alors choisi pour le remplacer. Paynter passe 18 saisons sur le banc des Hammers mais ne parvient pas à les faire remonter dans l'élite. Il est remplacé en 1950 par Ted Fenton qui réussit à obtenir la promotion en première division.
Notamment grâce à l'impact de Malcolm Allison sur le terrain, Fenton réussi à construire une équipe compétitive et pose les fondations des différents succès à venir du club.

### L'ère Greenwood et période dorée (1961-1977)
La meilleure période de l'histoire du club débute en 1961 quand Fenton fut remplacé par l'ancien défenseur de Chelsea, Ron Greenwood. Immédiatement, Greenwood s'appuie sur les cadres de l'effectif tels que John Bond ou Ken Brown ainsi que sur plusieurs jeunes joueurs formés au club tels que Geoffrey Hurst, Bobby Moore, nommé capitaine du club à vingt ans ou encore Martin Peters. Malgré des performances relativement décevantes en championnat pour le club, incapable de dépasser la huitième place, Greenwood permet aux Hammers de remporter le premier titre majeur de leur histoire en l'emportant 3-2 à Wembley face à Preston North End en finale de la FA Cup et quelques mois plus tard, le club remporte le premier Community Shield de son histoire (titre partagé avec Liverpool).

Composition des Hammers lors de leur finale européenne.

Qualifié pour la Coupe d'Europe des vainqueurs de coupe 1964-1965 grâce à sa victoire en Coupe d'Angleterre, West Ham élimine d'abord La Gantoise puis le Sparta Prague lors des premiers tours de la compétition. Opposé au club de Lausanne-Sport en quarts de finale, l'équipe de Greenwood fait parler sa force offensive et s'impose 6-4 sur l'ensemble des deux matchs pour rejoindre le dernier carré. Le club se défait alors du Real Saragosse pour se qualifier pour la première finale européenne de son histoire, où il a rendez-vous avec Munich 1860 à Wembley. Cette finale à Londres s'apparente un peu comme un match à domicile pour le club qui, devant approximativement 98.000 personnes, s'impose 2-0 contre les allemands grâce à deux buts de l'ailier Alan Sealey en fin de partie. Greenwood saluera la performance de son équipe et en particulier celle de Moore, dont il dirait que c'était le meilleur match de son joueur. Tenant du titre, West Ham ne parvient pas à garder son trophée et s'incline en demi-finale de l'édition 1965-1966 de la coupe des coupes contre le futur vainqueur, le Borussia Dortmund. Également qualifiés pour la finale de la League Cup, Greenwood et ses joueurs ne parviendront pas à remporter de quatrième trophée en trois ans et s'inclineront 6-3 contre West Bromwich Albion.

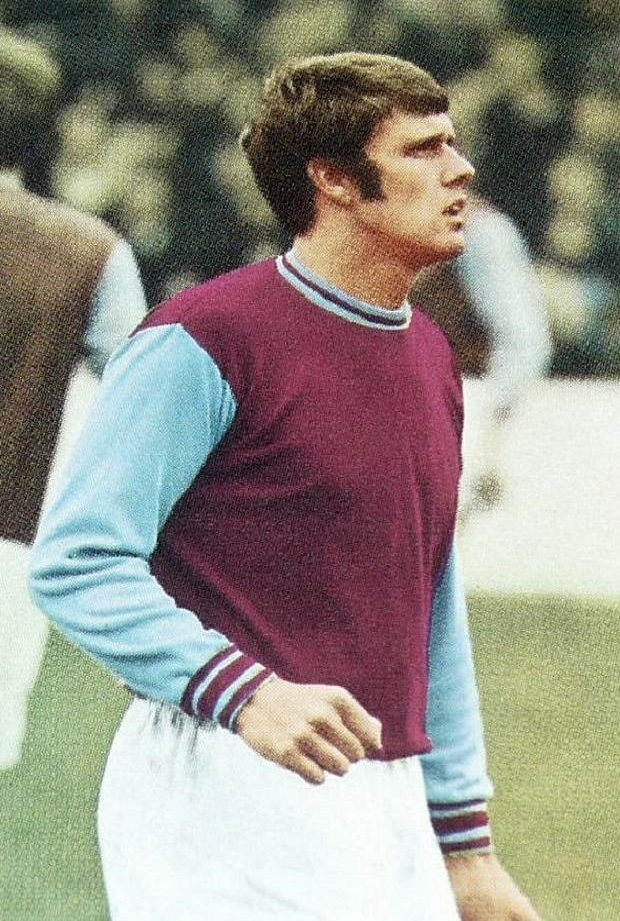
Geoffrey Hurst sous les couleurs de West Ham.

L'équipe devient alors de plus en plus compétitive et les trois joyaux de l'équipe formés au club que sont Bobby Moore, Martin Peters ou encore Geoff Hurst deviennent membres de l'équipe anglaise championne du monde en 1966.
Désireux de rendre l'équipe encore plus compétitive, Greenwood décide de renforcer le noyau en promouvant Frank Lampard Sr et Trevor Brooking notamment, ainsi qu'en faisant venir Billy Bonds en provenance de Charlton Athletic. Martin Peters quitte le club en 1970 et en 1972, c'est au tour de Hurst de plier bagages pour Stoke City. Le buteur est imité deux ans plus tard par Bobby Moore, légende vivante du côté de Boleyn Ground qui rejoint Fulham.
En 1974, Greenwood décide de laisser son poste d'entraîneur de l'équipe pour devenir manager général du club. Il engage son assistant John Lyall pour diriger l'équipe.
Le succès est immédiat et les Hammers remportent une nouvelle fois la FA Cup, cette fois-ci en battant Fulham, sur le score de 2-0. Cette victoire fait de West Ham le dernier club à avoir remporté la compétition, avec un onze de départ composé exclusivement de joueurs anglais.
En 1976, Lyall guida l'équipe à une nouvelle finale en coupe des coupes mais les Londoniens furent battus 4-2 par l'équipe belge d'Anderlecht.

### Des hauts et des bas (1978-1992)
Cette défaite en finale marque le début du déclin pour West Ham. Le club est relégué en seconde division en 1978, mais Lyal est maintenu en charge. En 1980, l'équipe, alors toujours située à l'échelon inférieur remporta la Cup pour la troisième fois de son histoire face à Arsenal. Il s'agit encore à ce jour du dernier trophée national majeur remporté par le club. L'unique but de la rencontre fut marqué par Trevor Brooking. Cette performance est d'autant plus notable puisque West Ham reste à ce jour, le dernier club non pensionnaire de la première division à remporter la compétition.
L'année suivante, l'équipe atteint les quarts de finale de la coupe des coupes mais voit son parcours s'arrêter après une défaite 2-4 sur l'ensemble des deux matchs contre le Dinamo Tbilissi. La même année, le club est promu et retrouve la première division anglaise et parvient à terminer dans le top dix lors des trois premières saisons depuis son retour dans l'élite.
La saison 1985-1986 est plus compliquée pour l'équipe, toujours entrainée par Lyall avec une seizième place. Mais lors de la saison 1985-1986, le club réalisa la meilleure saison de son histoire en championnat en terminant troisième, dernière Liverpool et Everton. Les Hammers échouent à quatre petits points des Reds.
Les années suivantes sont plus décevantes. Le club ne parvient pas à se stabiliser dans le haut du classement et sera même relégué à l'issue de la saison 1988-1989, soit trois ans après la très belle troisième place acquise en 1986. L'entraineur John Lyall, pourtant en place depuis quinze ans est alors démis de ses fonctions en juin 1989 et remplacé par Lou Macari. Macari ne restera finalement que quelques mois du côté de Boleyn Ground avant de démissionner. Arrive alors sur le banc Billy Bonds, l'une des plus grandes légendes du club. Deuxième de seconde division à l'issue de la saison 1990-1991, Bonds réussit à faire remonter son club de cœur au sein de l'élite anglaise qui sera cependant une nouvelle fois confronté à la relégation dès la saison suivante après une triste 22e place.

### Les débuts en Premier League (1992-2016)

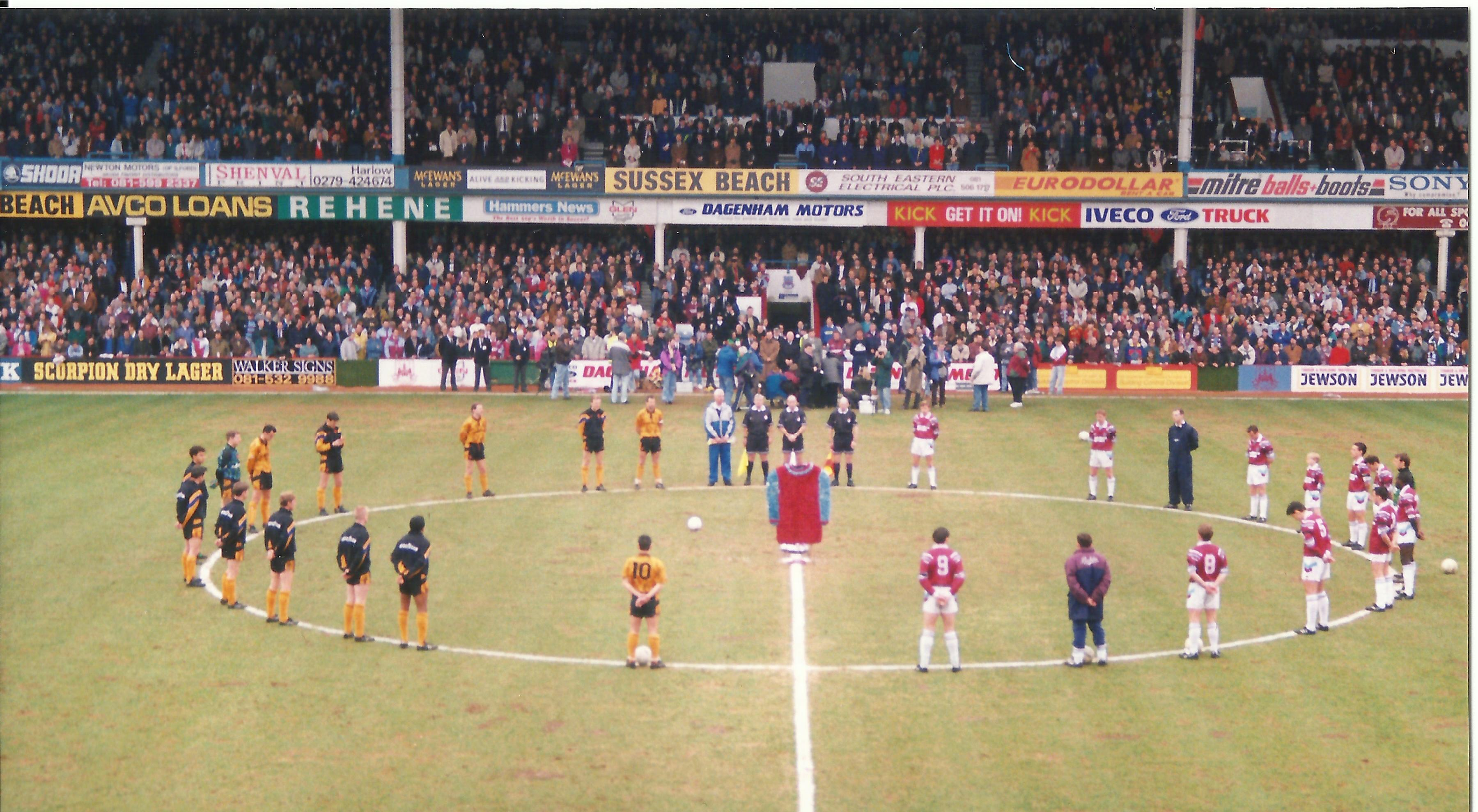
Hommage à Bobby Moore avant une rencontre face à Wolverhampton Wanderers en mars 1993.

Les Hammers se retrouvent donc en seconde division à l'occasion de la saison inaugurale de Premier League. Le club parvient à remonter immédiatement dans l'élite en terminant une nouvelle fois second Championship. Cette remontée semble enfin être la bonne pour le club qui arrête désormais de faire l'ascenseur entre les deux divisions. En 1993, les Hammers perdent le plus grand joueur de leur histoire après le décès du capitaine emblématique Bobby Moore et quelques mois plus tard, en 1994, Bonds quitte son poste d'entraineur, remplacé par Harry Redknapp. L'une des premières décisions marquantes de Redknapp est d'avoir fait revenir au club l'attaquant Tony Cottee, qui avait brillé sous les couleurs claret and blue dans les années 1980. Les seconds débuts de Cottee au club démarrèrent assez bien. L'attaquant forme un duo d'attaque efficace avec Trevor Morley.

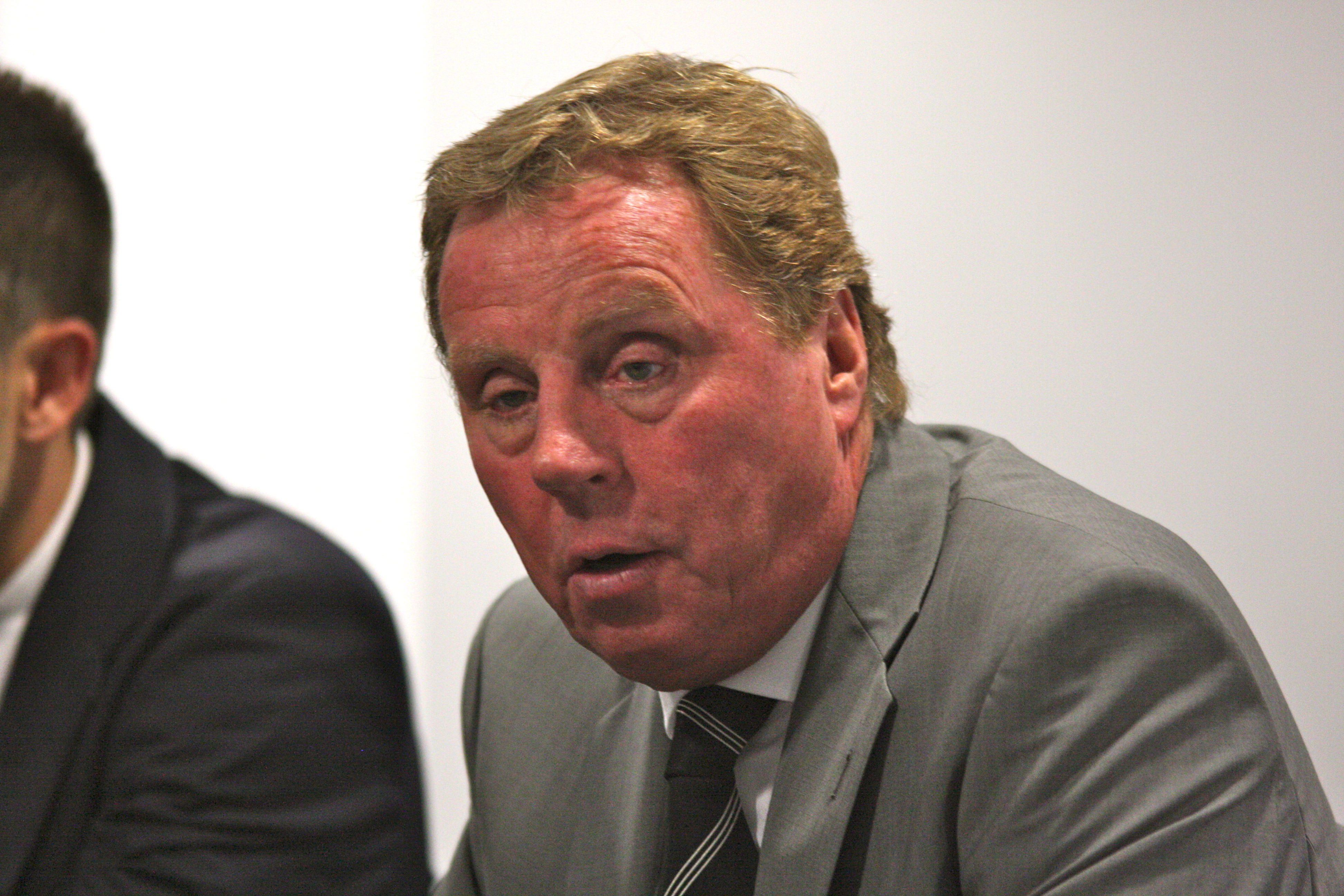
Harry Redknapp, manager de 1994 à 2001 permet au club de réaliser de belles performances à la fin du XXe siècle.

 Pour la première saison de Rednkapp sur le banc du club, West Ham, que tout le monde voyait de nouveau se battre pour la relégation réalise finalement une saison 1993-1994 aboutie en terminant à la treizième place du classement. L'exercice suivant est du même acabit puisque les Hammers terminent à une relativement confortable quatorzième place et jouent également un rôle capitale dans la course au titre puisque leur partage 1-1 à Boleyn Ground face à Manchester United prive les Red Devils du titre et sacre Blackburn Rovers. Les résultats de l'équipe sont positifs, malgré un effectif bien plus faible sur le papier que la majeure partie des autres équipes du championnat. Redknapp s'appuie notamment sur une défense solide composée des vétérans du club Alvin Martin et Steve Potts ainsi que du gardien tchécoslovaque Luděk Mikloško. En 1995, à la suite de l'apparition de l'Arrêt Bosman, le club n'a plus besoin de privilégier les joueurs britanniques au sein de son effectif et peut donc recruter des joueurs étrangers de manière plus importante. Arrivent dans l'est de Londres des joueurs tels que Florin Răducioiu ou encore Paulo Futre. Cependant, ces deux recrues ne parviendront pas à s'imposer en Angleterre et seront considérées comme de grandes déceptions. Le club enregistre également à l'hiver 1996 l'arrivée du défenseur croate Slaven Bilić. La saison 1995-1996 est de nouveau très positive pour le club, qui continue de grimper au classement en terminant dixième, soit leur meilleure performance depuis dix ans. La saison suivante démarre toutefois plus difficilement, Cottee s'en est allé et plusieurs joueurs clés se retrouvent à l'infirmerie, ce qui empêche le club de décoller au classement. La seule véritable éclaircie de ce début de saison est l'émergence de deux futurs très grands joueurs du football anglais ; Frank Lampard et Rio Ferdinand. Conscient de la nécessité de renforcer l'effectif, la direction s'active en hiver sur le marché des transferts en faisant notamment venir les deux buteurs John Hartson et Paul Kitson. La deuxième partie de saison est légèrement plus satisfaisante et le club parvient à éviter la relégation en terminant quatorzième, à deux points du maintien.
Malgré la perte de Billic, devenu patron de la défense, qui quitte le club pour Everton, la saison suivante est toutefois beaucoup plus positive pour le club. Redknapp opère un changement de formation et passe en 5-3-2. Hartson réalise un effectif de qualité en inscrivant quinze buts et Lampard et Ferdinand deviennent des cadres de l'effectif. Les Hammers terminent huitièmes, soit leur meilleure performance depuis l'instauration de la Premier League et atteignent les quarts de finale de la FA Cup. C'est toutefois la saison 1998-1999 qui restera comme étant la plus mémorable de l'ère Harry Redknapp. Le club se renforce avec notamment l'arrivée du buteur expérimenté Ian Wright. Toutefois, le début de saison est décevant, mais la direction décide de soutenir Redknapp qui se renforce encore durant le mercato d'hiver en faisant venir l'Italien Paolo Di Canio ainsi que le Camerounais Marc-Vivien Foé. West Ham surprend alors durant la seconde partie de saison et termine à une impressionnante cinquième place au classement, se qualifiant ainsi pour la Coupe UEFA. La même année, le jeune ailier anglais Joe Cole, considéré comme un prodige, fait ses débuts au club.
Ayant réussi à conserver ses pépites Lampard et Ferdinand, West Ham se devait de confirmer lors de la saison 1999-2000. Toutefois, de nombreuses blessures rendirent la saison plus compliquée. Di Canio est dans une forme remarquable mais le club est éliminé dès le second tour en Coupe UEFA par le Steaua Bucarest et ne termine qu'à la neuvième place en championnat. Les Hammers remportent toutefois la Coupe Intertoto, ce qui constitue le second trophée européen de leur histoire.

La saison suivante est encore plus compliquée. Frappé une nouvelle fois par les blessures, le club réalise un début de saison compliqué. Ferdinand est vendu à Leeds United en janvier 2001 et des recrues telles que Davor Šuker ou Christian Bassila peinent à répondre présent. Les relations entre Redknapp et la direction se tendent, et les pensionnaires de Boleyn Ground terminent à une décevante quinzième place en championnat. Durant l'été 2001, Redknapp quitte le club, imité quelques semaines plus tard par Frank Lampard.

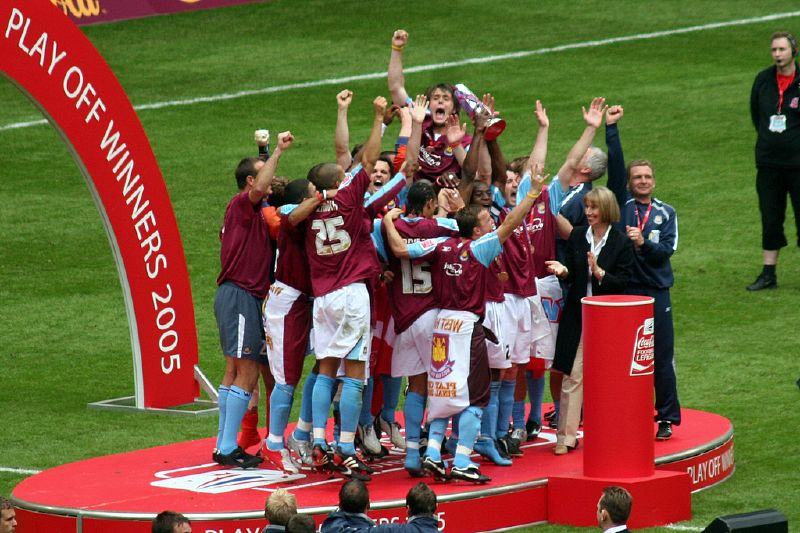
Les Hammers, champions de division 2 en 2005

Glenn Roeder arrive alors au club pour remplacer Redknapp. En 2003, et malgré une prometteuse septième place la saison précédente, le club est relégué pour la première fois depuis près de dix ans. Roeder quitte alors le club et est remplacé par Alan Pardew. Relégués, les Hammers sont contraints de vendre leur pépite Joe Cole, qui rejoint Lampard à Chelsea. Le club parvient toutefois à conserver son autre joyau, le milieu de terrain Michael Carrick, mais, incapable de remonter immédiatement en Premier League, sera contraint de le vendre à Tottenham Hotspur durant l'été 2004. Ce n'est finalement qu'en 2005 que le club retrouvera l'élite. West Ham se qualifie in extremis pour les play-offs après avoir terminé sixième. Le club écarte Ipswich lors des demi-finales et l'emporte ensuite 1-0 face à Preston North End grâce à un but de Bobby Zamora.

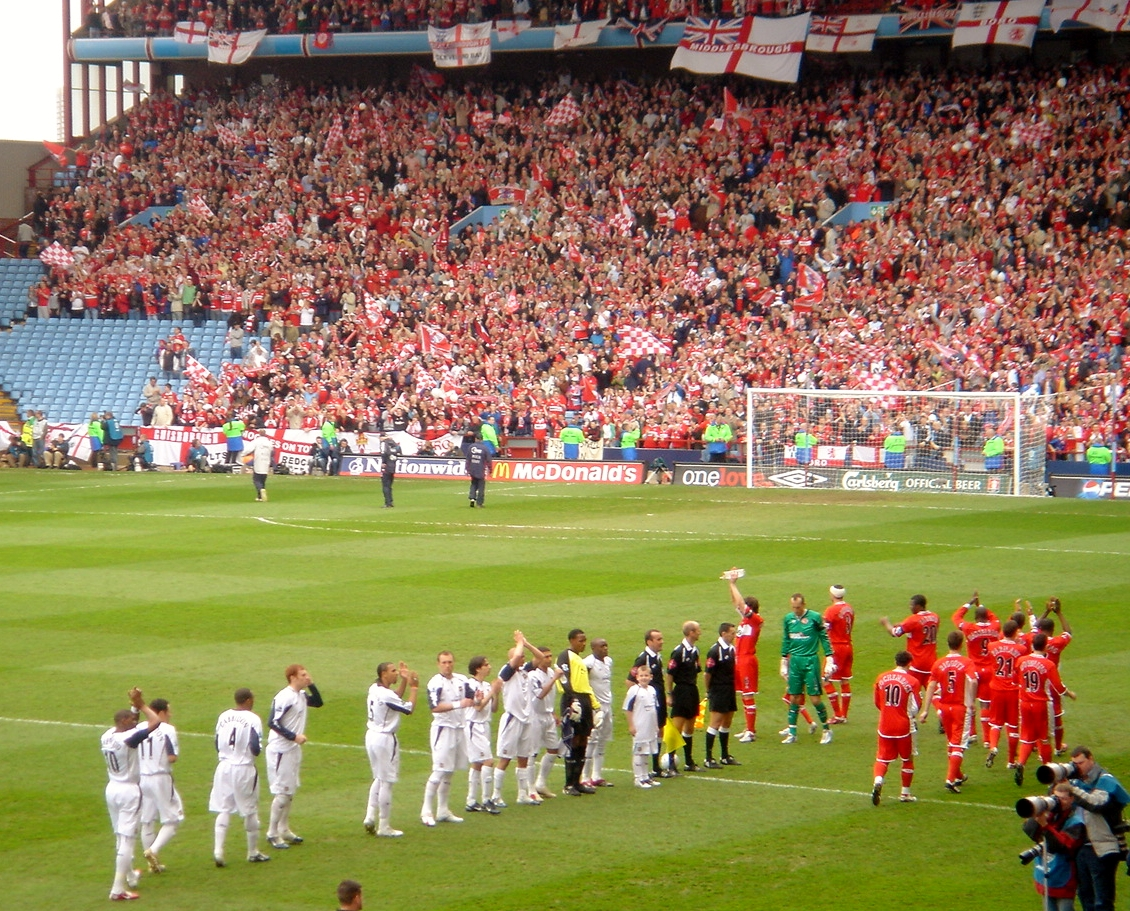
Les joueurs de West Ham (en blanc) à avant leur demi-finale de FA Cup contre Middlesbrough en 2006

Lors de sa première saison depuis son retour dans l'élite, West Ham, parvient à se hisser jusqu'en finale de la Cup pour la première fois depuis 26 ans. Après avoir mené 2-0 puis 3-2 à quelques minutes du terme, les Hammers sont battus par les Reds de Liverpool, aux tirs au but après un match haletant. Pardew quitte alors le club et est remplacé par Alan Curbishley.
En proie à des difficultés financières, le club a dû se séparer de ses meilleurs éléments au cours des saisons suivantes comme l'illustrent les départs de Carlos Tévez, Javier Mascherano, James Collins, et Craig Bellamy. Ces départs n'ont pas empêché Curbishley de faire du bon travail au club. Après une première saison compliquée qui voit le club terminer quinzième, les Hammers parviennent en effet à accrocher une honorable dixième place en 2008. L'Italien Gianfranco Zola arrive alors qu club durant l'été 2009, devenant ainsi le premier manager étranger de l'histoire du club. Les débuts sont bons et l'équipe termine à la neuvième place du classement en 2009. La saison suivante est beaucoup plus difficile, West Ham ne gagne que 8 petits matchs mais assure son maintien lors de la 36e journée lors d'une victoire 3-2 sur Wigan Athletic. Gianfranco Zola est remercié malgré tout et remplacé par Avram Grant. Mais, en dépit d'un recrutement ambitieux, les Hammers réalisent une saison 2010-2011, à l'issue de laquelle le club est relégué en Championship. Son entraîneur est démis de ses fonctions.

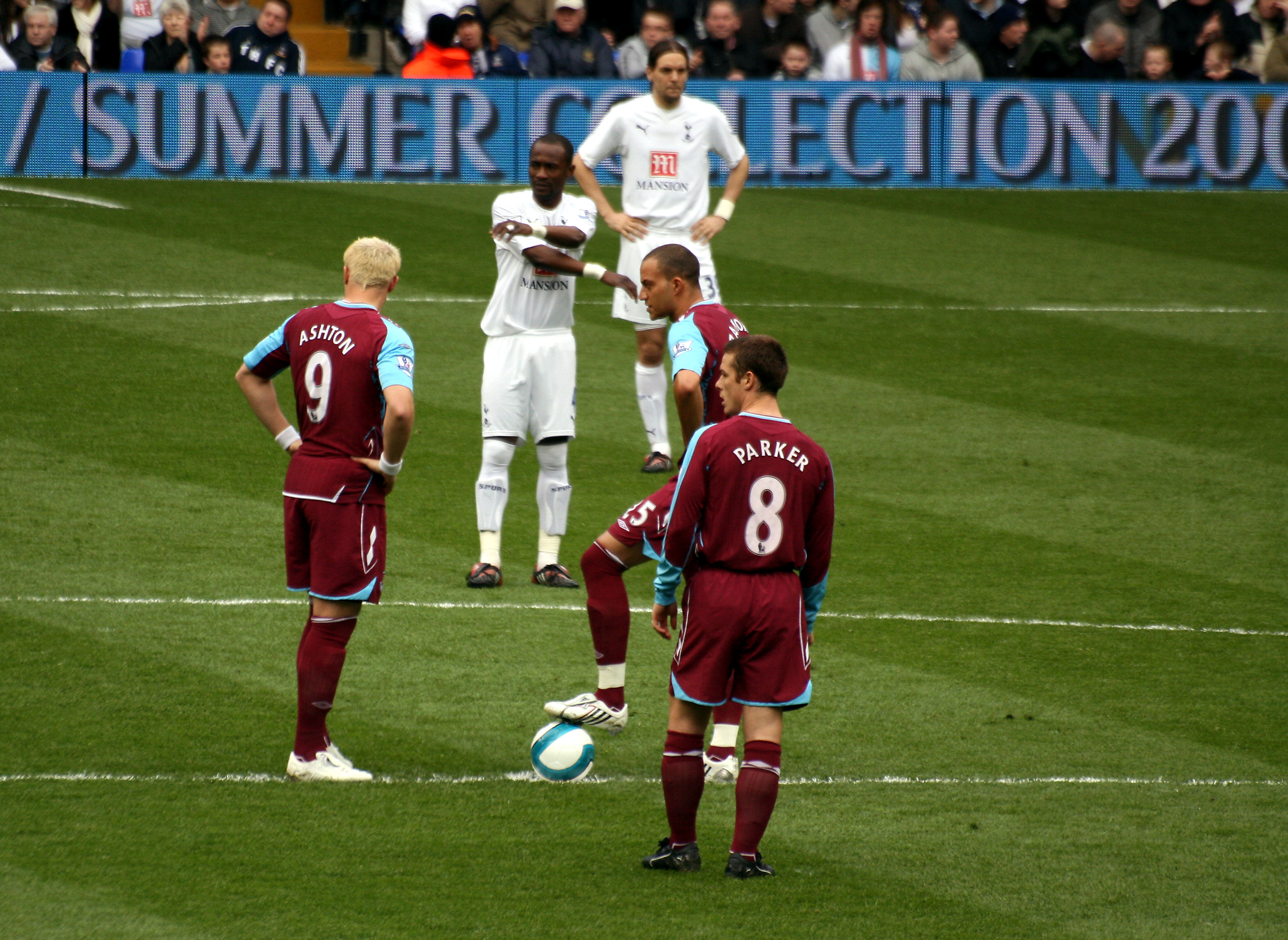
West Ham avant un derby face à Tottenham en 2008.

West Ham confie la mission de remonter en Premier League à Sam Allardyce, ancien coach de Bolton, de Newcastle et de Blackburn. Ce dernier recrute plusieurs joueurs comme Abdoulaye Diagne-Faye, Matthew Taylor ou Kevin Nolan qu'il a eu sous ses ordres dans ses précédents clubs. Le championnat se déroule bien puisque le club est dans le top 3 du championnat à partir de fin octobre jusqu'à la fin de la saison. En mars 2012, une série de 5 matches nuls consécutifs distance le club au classement. La promotion directe s'envole et il faudra passer par les Play-Offs. En demi-finale, Cardiff City est facilement écarté 2 à 0 et 3 à 0. L'adversaire en finale est Blackpool, battu deux fois lors de la saison régulière 4 à 0 à Boleyn Ground et 4 à 1 à Bloomfield Road. À Wembley, et devant 78 523 spectateurs, les Hammers s'imposent 2 à 1. Dans un match serré, Ricardo Vaz Tê inscrit le but victorieux à la 87e minute et propulse le club en première division, un an après leur relégation.
De retour en Premier League, West Ham se réinstalle assez facilement dans le ventre mou du classement, mais le football proposé par Allardyce et les ambitions du club font grandir la frustration chez les supporters.

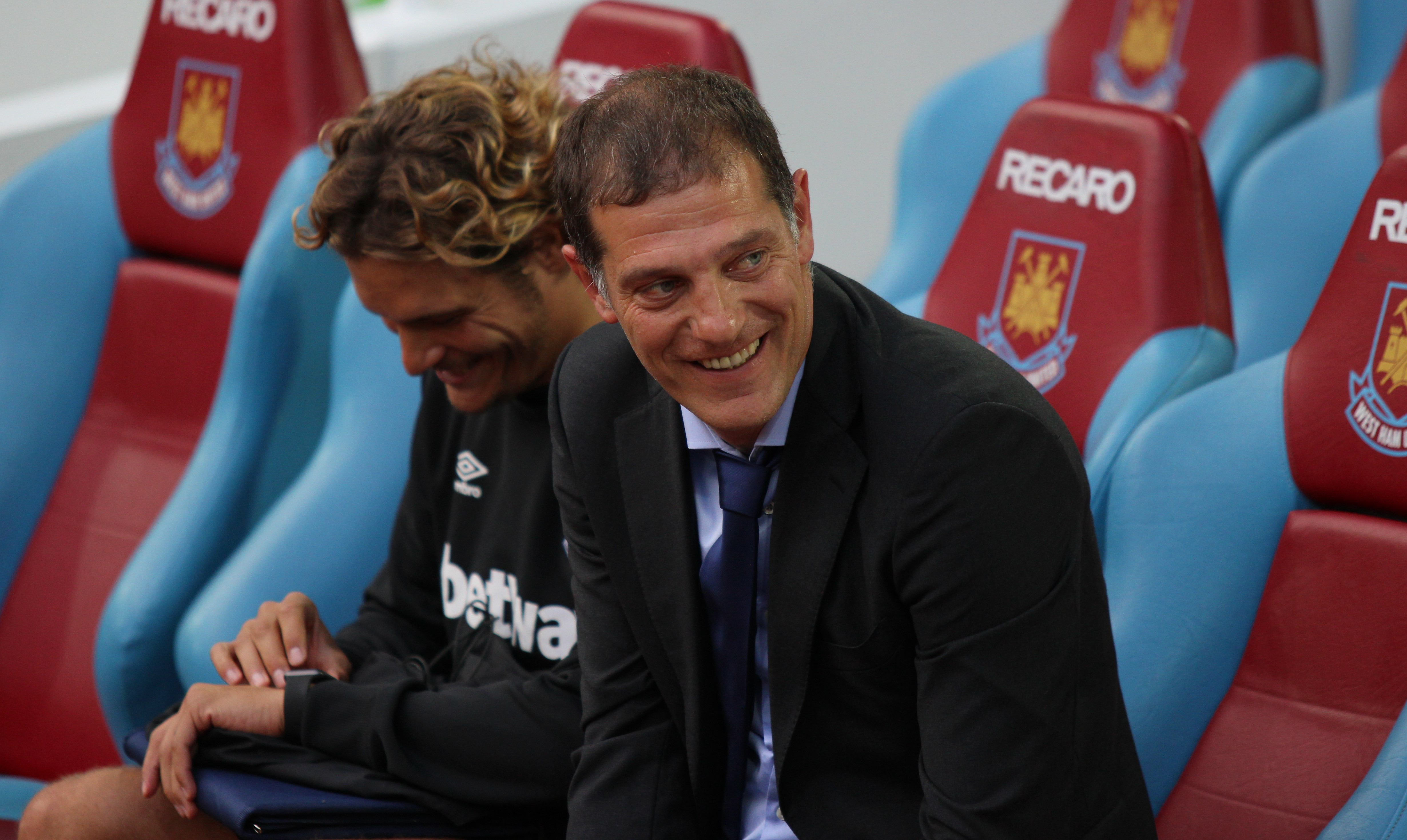
L'entraineur Slaven Bilić sur le banc des Hammers.

Allardyce quitte finalement le club en 2015 et est remplacé par un ancien joueur du club, devenu entraineur, Slaven Bilić, Cette saison, qui sera également la dernière de l'histoire du club au Boleyn Ground restera dans les mémoires. Les Hammers réalisent en un exercice de qualité et parviennent, avec Leicester City à briser l'hégémonie du Big Six. Portés par les exploits du milieu offensif français Dimitri Payet, ils obtiennent une superbe sixième place en terminant notamment devant Liverpool et Chelsea. Le dernier match de l'histoire du club à Upton Park se solde part une superbe victoire 3-2 contre Manchester United.
La saison 2015-2016 reste l'une des meilleures accomplies par le club. Cette performance permet au club de légitimer ses rêves de grandeur, caractérisés par le déménagement du mythique Boleyn Ground au Stade olympique de Londres, d'une capacité de 60 000 places.

### Déménagement au Stade olympique et nouvelle ère (2016-)
Pour marquer le début de cette nouvelle ère, les dirigeants décident alors d'investir en masse sur le marché des transferts afin de permettre à l'équipe de se battre pour accrocher une place en ligue des champions. C'est ainsi qu'arrivent dans l'est de Londres plusieurs joueurs de talents comme Marko Arnautovic, Chicharito ou encore le gardien international anglais Joe Hart en prêt.

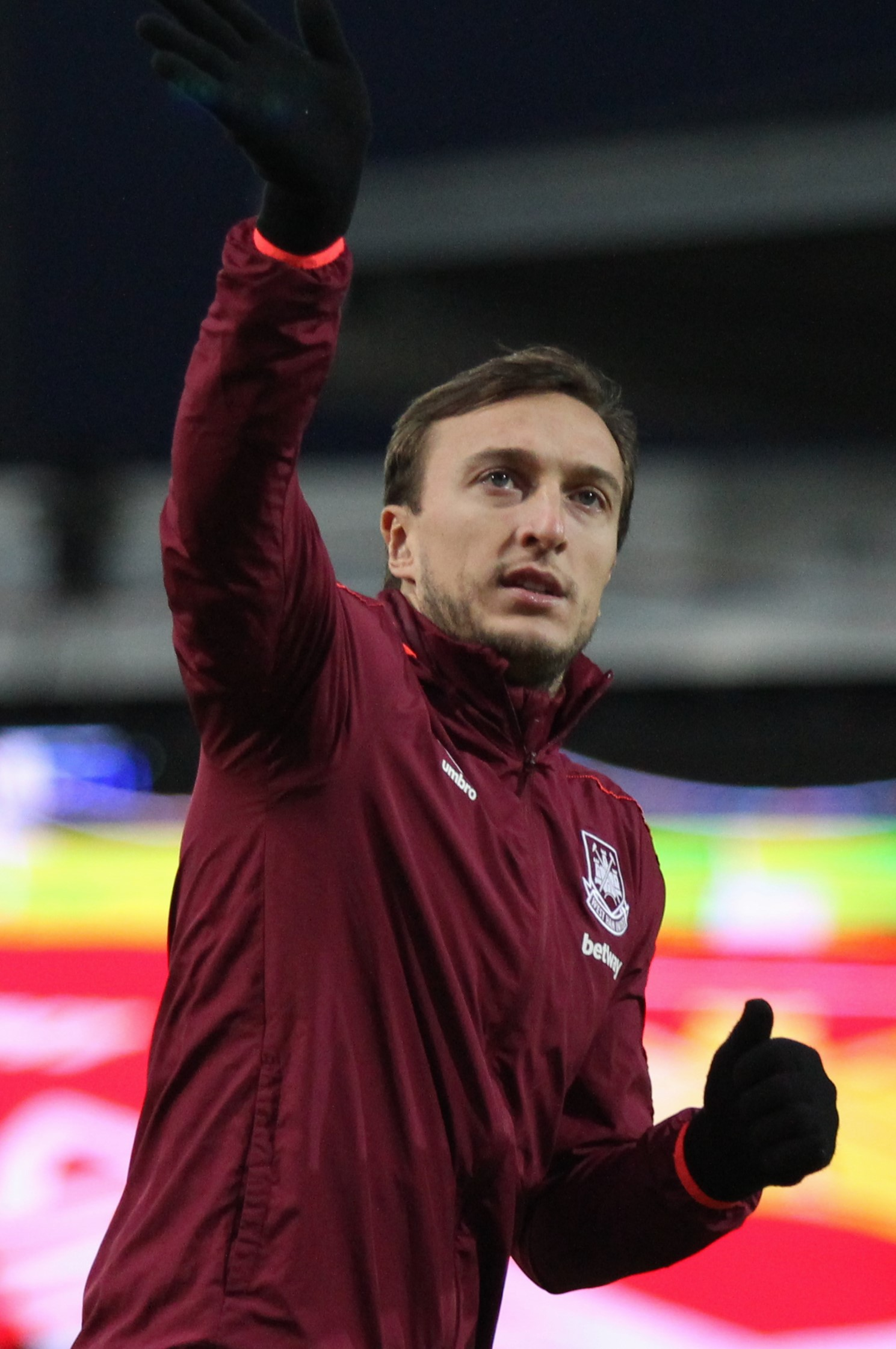
Mark Noble, capitaine durant les années 2010 jusqu'en 2022.

Malheureusement, l'équipe ne parviendra pas à capitaliser sur cette belle saison. Les prochains exercices sont beaucoup plus laborieux et de nombreux supporters se font entendre quant au fait que le club a perdu une partie de son âme en déménageant pour une enceinte peu propice au football.
Après une entame de championnat catastrophique, Bilic est licencié peu après le début de la saison 2017-2018 et est remplacé de manière intérimaire par David Moyes.
Le manager écossais parvient à maintenir le club en Premier League en terminant treizième mais ne sera finalement pas reconduit au terme d'une saison où l'éclosion de la pépite Declan Rice sera vue comme l'unique satisfaction. Le Chilien Manuel Pellegrini, champion d'Angleterre avec Manchester City, prend alors les commandes de l'équipe durant l'été 2018.
Toujours ambitieux, West Ham recrute une nouvelle fois plusieurs « grands noms » tels que l'international anglais Jack Wilshere, l'Ukrainien Andriy Yarmolenko, le Brésilien Felipe Anderson ou encore l'ancien grand espoir du football français Samir Nasri que Pellegrini a connu à Manchester City.
Le premier match de Pellegrini sur le banc des Hammers se solde par une cuisante défaite 0-4 face à Liverpool. Le début de saison est compliqué et le club enchaine quatre revers consécutifs en ouverture. Malgré un léger mieux par la suite, l'équipe est loin de répondre aux attendre et ne parvient à faire mieux qu'une dixième place au classement.

Cette nouvelle saison décevante n'empêchera pas le club de sortir une nouvelle fois le chéquier sur le marché des transferts. Près de 100 millions d'euros sont une nouvelle fois déboursés pour faire venir des joueurs comme Sébastien Haller, Pablo Fornals ou encore Jarrod Bowen au London Stadium. Cependant, l'équipe rate une nouvelle fois son entame de championnat et après seulement cinq victoires lors de la première partie de saison, Pellegrini est démis de ses fonctions. David Moyes revient une nouvelle fois au club, en tant qu'intérimaire et parvient une à réussir une fois de plus  l'opération sauvetage. 

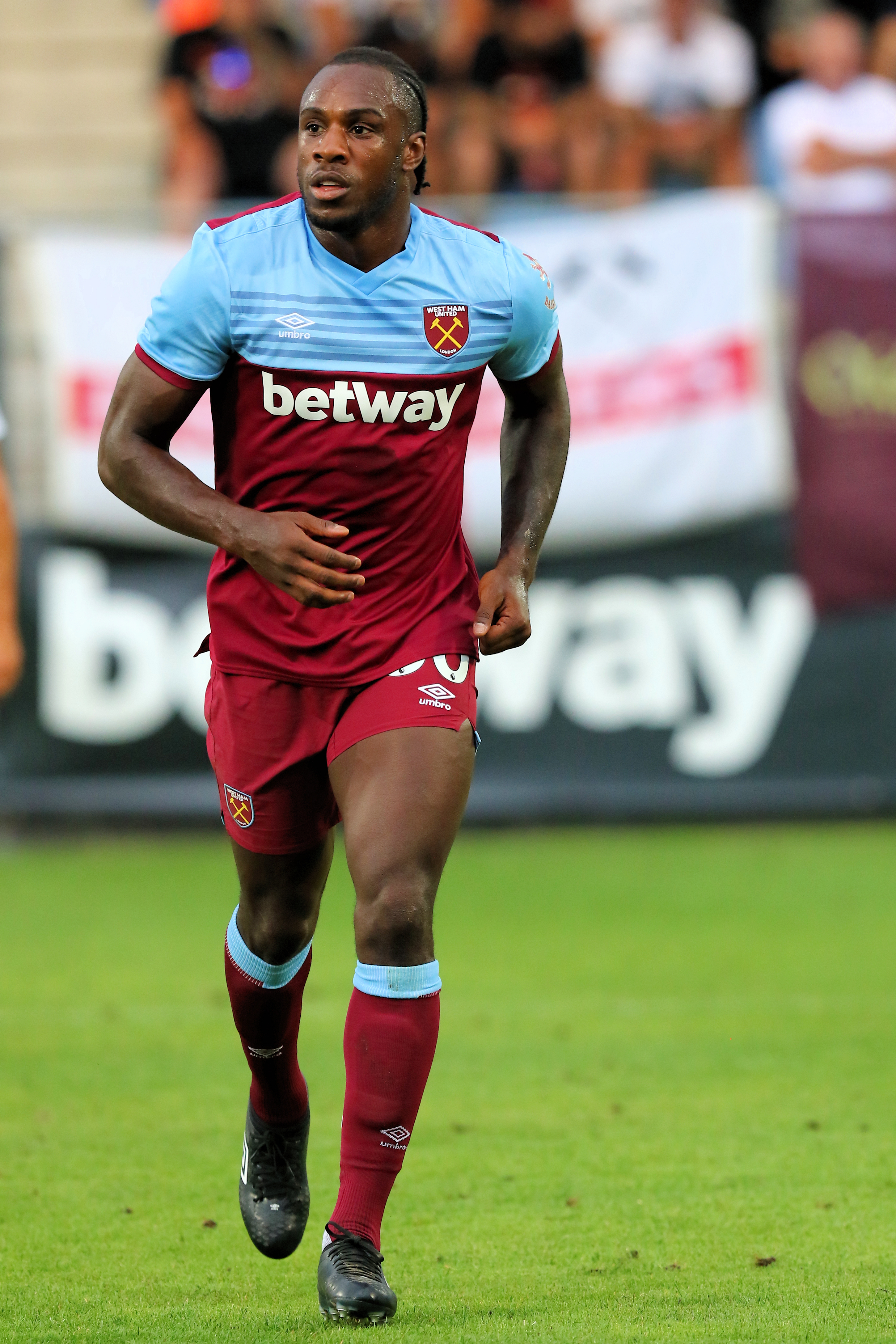
Michail Antonio devient le meilleur buteur de l'histoire de West Ham en Premier League en 2021.

Incapable de trouver un entraineur, la direction décide alors de prolonger Moyes. Frappé économiquement par la pandémie, le club est plus sage sur le marché des transferts. Les seules arrivées notables sont celles de l'ailier algérien Saïd Benrahma et des internationaux tchèques Tomáš Souček (dont le prêt est converti en achat) et Vladimír Coufal. Le début de saison est convaincant, l'équipe réalise notamment un comeback incroyable lors d'un derby face à Tottenham Hotspur en parvenant à arracher le nul 3-3 en étant menée 3-0 à 1/4 d'heure de la fin.
Forte d'une bonne assise défensive, emmenée par le leadership de Declan Rice qui prend petit à petit le relais du capitaine vétéran Mark Noble et par les qualités offensives de Michail Antonio, replacé dans l'axe par Moyes, l'équipe réalise une saison de qualité et parvient, contre toute attente à arracher une place qualificative pour la Ligue Europa, en terminant notamment devant deux de ses principaux rivaux, Tottenham et Arsenal.
L'adaptation au London Stadium semble enfin terminée et à l'aube de la saison 2020-2021, les supporters sont unanimes pour saluer le travail de David Moyes, dont le contrat fut prolongé jusqu'en 2025.
Le 24 aout 2021, dans un London Stadium en feu, Michael Antonio devient le meilleur buteur de l'histoire du club en Premier League en inscrivant un doublé face à Leicester City lors d'une victoire 4-1.
Le 7 juin 2023, West Ham remporte la Ligue Europa Conference (C4), son troisième titre européen, en s'imposant face à la Fiorentina (2-1).

## Identité visuelle
Les couleurs originelles du club étaient le noir et le bleu, en raison du fait que le président du Thames Ironworks était un ancien étudiant de l'Université d'Oxford, dont la couleur principale est le bleu.

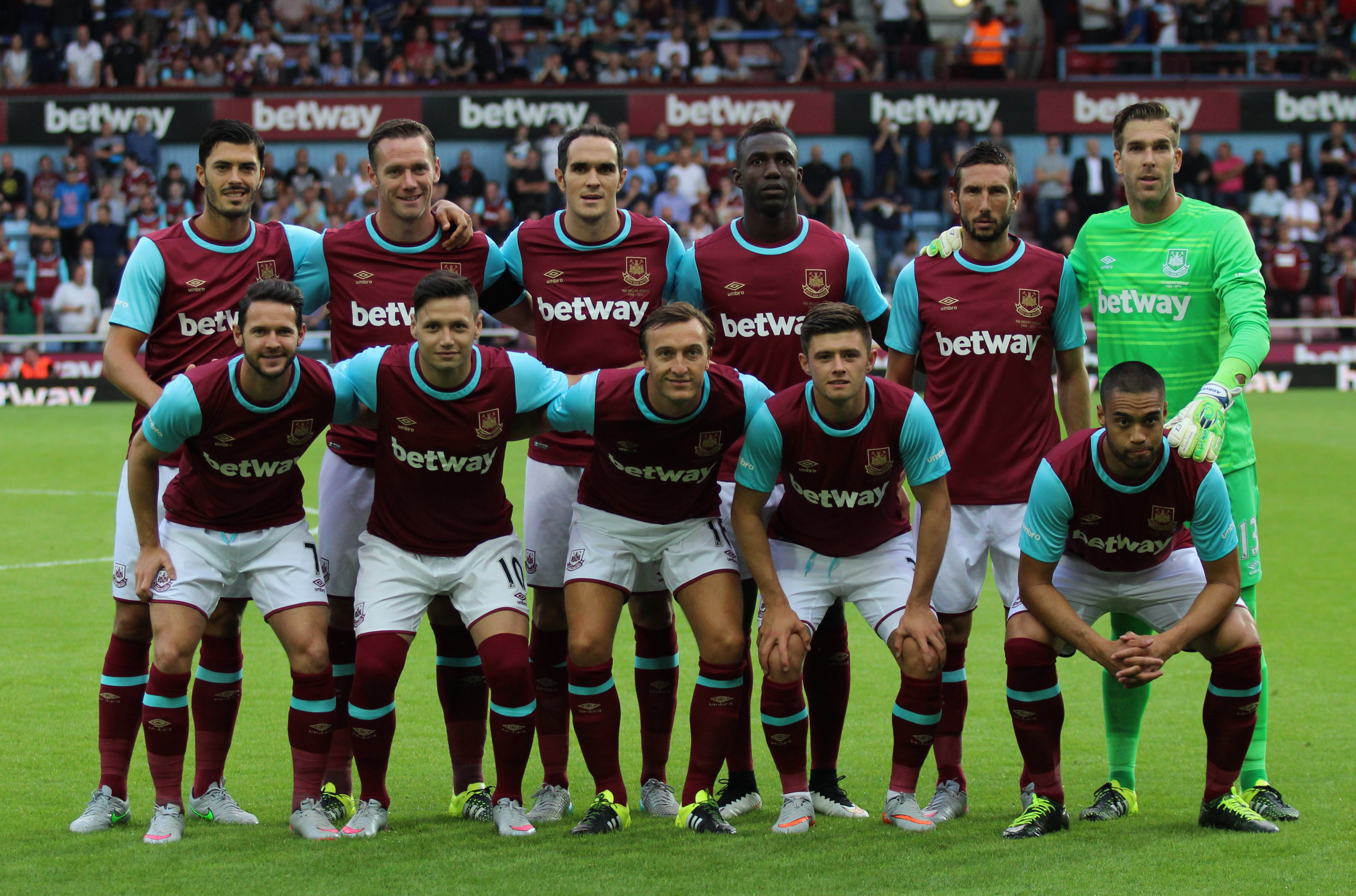
Les Hammers dans les couleurs traditionnelles du club.

Ce n'est qu'en 1903 que West Ham adopta le bordeaux et le bleu comme couleurs définitives. 

Logo de 1998 à 2016
Logo depuis 2016

## Palmarès
| Compétitions nationales | Compétitions internationales |
| --- | --- |
| Compétitions actuelles - Championnat d'Angleterre - Troisième : 1986. - Coupe d'Angleterre (3) - Vainqueur : 1964, 1975 et 1980. - Finaliste : 1923 et 2006. - Coupe de la Ligue - Finaliste : 1966 et 1981. - Charity / Community Shield (1) : - Vainqueur : 1964 - Finaliste : 1975 et 1980. - Championnat d'Angleterre de deuxième division (2) : - Champion : 1958 et 1981. - Vice-champion : 1923, 1991 et 1993. | Compétitions actuelles - Ligue Europa Conférence - Vainqueur : 2023 Anciennes compétitions - Coupe d'Europe des vainqueurs de coupe : - Vainqueur : 1965 - Finaliste : 1976 - Coupe Intertoto - Vainqueur : 1999 |

## Personnalités du club

### Hammer of the year
Chaque fin de saison, les supporters votent pour le titre de « Hammer of the year » afin de récompenser le meilleur joueur de l'équipe. Trevor Brooking est le premier à avoir remporté trois fois de suite cette récompense (1976, 1977 et 1978), Scott Parker égale ce record (2009, 2010 et 2011).
Bobby Moore, Billy Bonds et Julian Dicks l'ont remporté quatre fois chacun.
Bobby Moore a été vice-champion quatre fois, tandis que Billy Bonds et Tony Cottee ont tous deux été vice-champion à trois reprises.
Billy Bonds et Trevor Brooking ont eu respectivement seize ans et douze ans d'écart entre leur première et leur dernière nomination au titre honorifique de "Hammer de l'année".
| Année | Vainqueur             | Second              |
| ----- | --------------------- | ------------------- |
| 1958  | Andy Malcolm (en)     |                     |
| 1959  | Ken Brown             |                     |
| 1960  | Malcolm Musgrove (en) |                     |
| 1961  | Bobby Moore           |                     |
| 1962  | Lawrie Leslie (en)    | John Dick (en)      |
| 1963  | Bobby Moore           | Jim Standen (en)    |
| 1964  | Johnny Byrne          | Bobby Moore         |
| 1965  | Martin Peters         | Bobby Moore         |
| 1966  | Geoff Hurst           | Martin Peters       |
| 1967  | Geoff Hurst           | Bobby Moore         |
| 1968  | Bobby Moore           | Trevor Brooking     |
| 1969  | Geoff Hurst           | Billy Bonds (en)    |
| 1970  | Bobby Moore           | Billy Bonds (en)    |
| 1971  | Billy Bonds (en)      | Bobby Moore         |
| 1972  | Trevor Brooking       | Bobby Ferguson (en) |
| 1973  | Bryan 'Pop' Robson    | Trevor Brooking     |
| 1974  | Billy Bonds (en)      | Mervyn Day (en)     |
| 1975  | Billy Bonds (en)      | Mervyn Day (en)     |
| 1976  | Trevor Brooking       | Graham Paddon (en)  |
| 1977  | Trevor Brooking       | Alan Devonshire     |
| 1978  | Trevor Brooking       |                     |
| 1979  | Alan Devonshire       | Bryan Robson        |
| 1980  | Alvin Martin          | Ray Stewart         |
| 1981  | Phil Parkes (en)      | Geoff Pike (en)     |
| 1982  | Alvin Martin          | Trevor Brooking     |
| 1983  | Alvin Martin          | Phil Parkes (en)    |
| 1984  | Trevor Brooking       | Tony Cottee         |
| 1985  | Paul Allen (en)       | Tony Cottee         |
| 1986  | Tony Cottee           | Frank McAvennie     |
| 1987  | Billy Bonds (en)      | Mark Ward (en)      |

| Année | Vainqueur           | Second              |
| ----- | ------------------- | ------------------- |
| 1988  | Stewart Robson (en) | Billy Bonds (en)    |
| 1989  | Paul Ince           | Julian Dicks        |
| 1990  | Julian Dicks        | Stuart Slater       |
| 1991  | Luděk Mikloško      | George Parris (en)  |
| 1992  | Julian Dicks        | Steve Potts         |
| 1993  | Steve Potts         | Kevin Keen (en)     |
| 1994  | Trevor Morley (en)  | Steve Potts         |
| 1995  | Steve Potts         | Tony Cottee         |
| 1996  | Julian Dicks        | Iain Dowie          |
| 1997  | Julian Dicks        | Slaven Bilić        |
| 1998  | Rio Ferdinand       | Steve Lomas         |
| 1999  | Shaka Hislop        | Ian Pearce          |
| 2000  | Paolo Di Canio      | Trevor Sinclair     |
| 2001  | Stuart Pearce       | Paolo Di Canio      |
| 2002  | Sébastien Schemmel  | Joe Cole            |
| 2003  | Joe Cole            | Jermain Defoe       |
| 2004  | Matthew Etherington | Michael Carrick     |
| 2005  | Teddy Sheringham    | Mark Noble          |
| 2006  | Danny Gabbidon      | Marlon Harewood     |
| 2007  | Carlos Tévez        | Bobby Zamora        |
| 2008  | Robert Green        | George McCartney    |
| 2009  | Scott Parker        | Robert Green        |
| 2010  | Scott Parker        | Alessandro Diamanti |
| 2011  | Scott Parker        | Robert Green        |
| 2012  | Mark Noble          | James Tomkins       |
| 2013  | Winston Reid        | Jussi Jääskeläinen  |
| 2014  | Mark Noble          | Adrián              |
| 2015  | Aaron Cresswell     | Adrián              |
| 2016  | Dimitri Payet       | Michail Antonio     |
| 2017  | Michail Antonio     | Manuel Lanzini      |

| Année | Vainqueur        | Second         |
| ----- | ---------------- | -------------- |
| 2018  | Marko Arnautović | Declan Rice    |
| 2019  | Łukasz Fabiański | Declan Rice    |
| 2020  | Declan Rice      | Angelo Ogbonna |

### Effectif professionnel actuel
Le premier tableau liste l'effectif professionnel des Hammers pour la saison 2025-2026. Le second recense les prêts effectués par le club lors de cette même saison.
En grisé, les sélections de joueurs internationaux chez les jeunes mais n'ayant jamais été appelés aux échelons supérieurs une fois l'âge-limite dépassé ou les joueurs ayant pris leur retraite internationale.

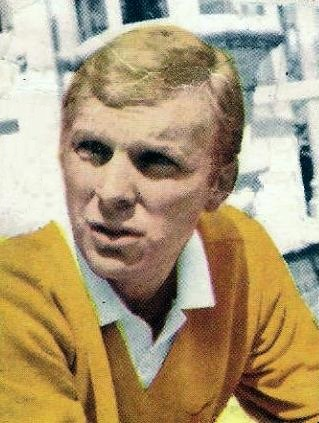
Bobby Moore, l'un des plus grands défenseurs de l'histoire et produit de l'académie de West Ham

### Joueurs emblématiques
- Martin Allen
- Dean Ashton
- Demba Ba
- Craig Bellamy
- Valon Behrami
- Yossi Benayoun
- Clyde Best
- Slaven Bilić
- Luís Boa Morte
- Billy Bonds (en)
- Liam Brady
- Trevor Brooking
- Michael Carrick
- Carlton Cole
- Joe Cole
- Jack Collison
- Jermain Defoe
- Alan Devonshire
- Paolo Di Canio
- Julian Dicks
- Ilie Dumitrescu
- Julien Faubert
- Marc-Vivien Foé
- Jimmy Greaves
- Rio Ferdinand
- Richard Hall
- Shaka Hislop
- Geoff Hurst
- Andy Impey
- Paul Ince
- Frédéric Kanouté
- Paul Kitson
- Bernard Lama
- Frank Lampard
- Steve Lomas
- Frank McAvennie
- Alvin Martin
- Javier Mascherano
- Ludek Miklosko
- Scott Minto
- John Moncur
- Bobby Moore
- Mark Noble
- Kevin Nolan
- Scott Parker
- Phil Parkes (en)
- Dimitri Payet
- Joe Payne
- Darren Peacock
- Stuart Pearce
- Martin Peters
- Florin Răducioiu
- Keith Rowland
- Teddy Sheringham
- Trevor Sinclair
- Ray Stewart
- Carlos Tévez
- François van der Elst
- Paulo Wanchope

### Entraîneurs
| Nom             | Période   |
| --------------- | --------- |
| Syd King        | 1902-1932 |
| Charlie Paynter | 1932-1950 |
| Ted Fenton      | 1950-1961 |
| Ron Greenwood   | 1961-1974 |
| John Lyall      | 1974-1989 |
| Lou Macari      | 1989-1990 |

| Nom             | Période   |
| --------------- | --------- |
| Billy Bonds     | 1990-1994 |
| Harry Redknapp  | 1994-2001 |
| Glenn Roeder    | 2001-2003 |
| Alan Pardew     | 2003-2006 |
| Alan Curbishley | 2006-2008 |
| Gianfranco Zola | 2008-2010 |

| Nom               | Période   |
| ----------------- | --------- |
| Avram Grant       | 2010-2011 |
| Sam Allardyce     | 2011-2015 |
| Slaven Bilić      | 2015-2017 |
| David Moyes       | 2017-2018 |
| Manuel Pellegrini | 2018-2019 |
| David Moyes       | 2019-2024 |
| Julen Lopetegui   | 2024-2025 |
| Graham Potter     | 2025-     |

| Manager         | Période   | J   | G   | N   | P   | Vict % | Récompenses                                                                                     |
| --------------- | --------- | --- | --- | --- | --- | ------ | ----------------------------------------------------------------------------------------------- |
| David Moyes     | 2017-2024 | 261 | 112 | 53  | 96  | 42,91  | Vainqueur de la Ligue Europa Conférence                                                         |
| Slaven Bilić    | 2015-2017 | 111 | 42  | 30  | 39  | 37,83  |                                                                                                 |
| Sam Allardyce   | 2011-2015 | 181 | 68  | 46  | 67  | 37,57  |                                                                                                 |
| Avram Grant     | 2010-2011 | 33  | 7   | 12  | 19  | 21,21  |                                                                                                 |
| Gianfranco Zola | 2008-2010 | 76  | 22  | 20  | 34  | 28,95  | Premier manager étranger                                                                        |
| Alan Curbishley | 2006-2008 | 71  | 28  | 14  | 29  | 39,44  |                                                                                                 |
| Alan Pardew     | 2003-2006 | 163 | 67  | 38  | 58  | 41,10  | Vainqueur des play-offs 2005 en Championship, finaliste de la FA Cup, qualification européenne. |
| Glenn Roeder    | 2001-2003 | 86  | 27  | 23  | 36  | 31,39  |                                                                                                 |
| Harry Redknapp  | 1994-2001 | 327 | 121 | 85  | 121 | 37,00  | Vainqueur Coupe Intertoto 2005                                                                  |
| Billy Bonds     | 1990-1994 | 227 | 99  | 61  | 67  | 43,61  |                                                                                                 |
| Lou Macari      | 1989-1990 | 38  | 14  | 12  | 12  | 36,84  | Premier manager non-anglais                                                                     |
| John Lyall      | 1974-1989 | 708 | 277 | 176 | 255 | 39,12  | Vainqueur de la FA Cup 1975 & 1980, Champion de deuxième division 1980-81                       |
| Ron Greenwood   | 1961-1974 | 613 | 215 | 165 | 233 | 35,07  | Vainqueur de la FA Cup 1964, Charity Shield 1964, vainqueur de la Coupe UEFA 1965               |
| Ted Fenton      | 1950-1961 | 483 | 192 | 107 | 184 | 39,75  | Champion de deuxième division 1957-58                                                           |
| Charlie Paynter | 1932-1950 | 480 | 198 | 116 | 166 | 41,25  |                                                                                                 |
| Syd King        | 1901-1932 | 638 | 248 | 146 | 244 | 38,87  |                                                                                                 |

### Numéros retirés

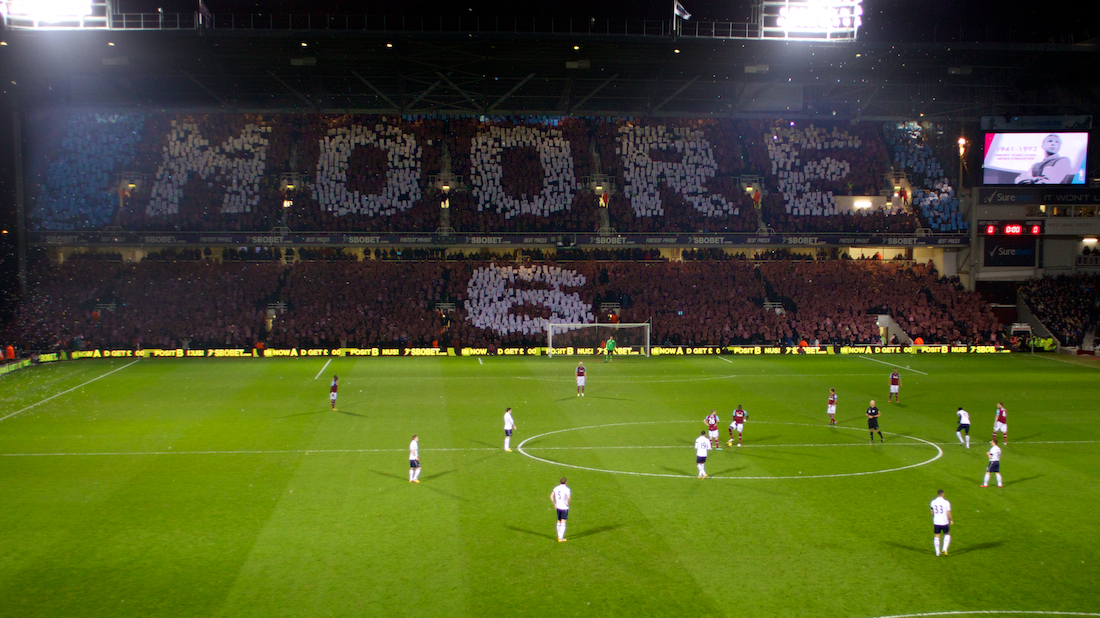
Hommage des supporters à Bobby Moore.

Le numéro 6 ne peut plus être porté en raison du numéro de Bobby Moore.
Le numéro 38 est également retiré, en raison du décès du jeune Dylan Tombides (en), des suites d'un cancer des testicules.

## Structures du club

### Stade

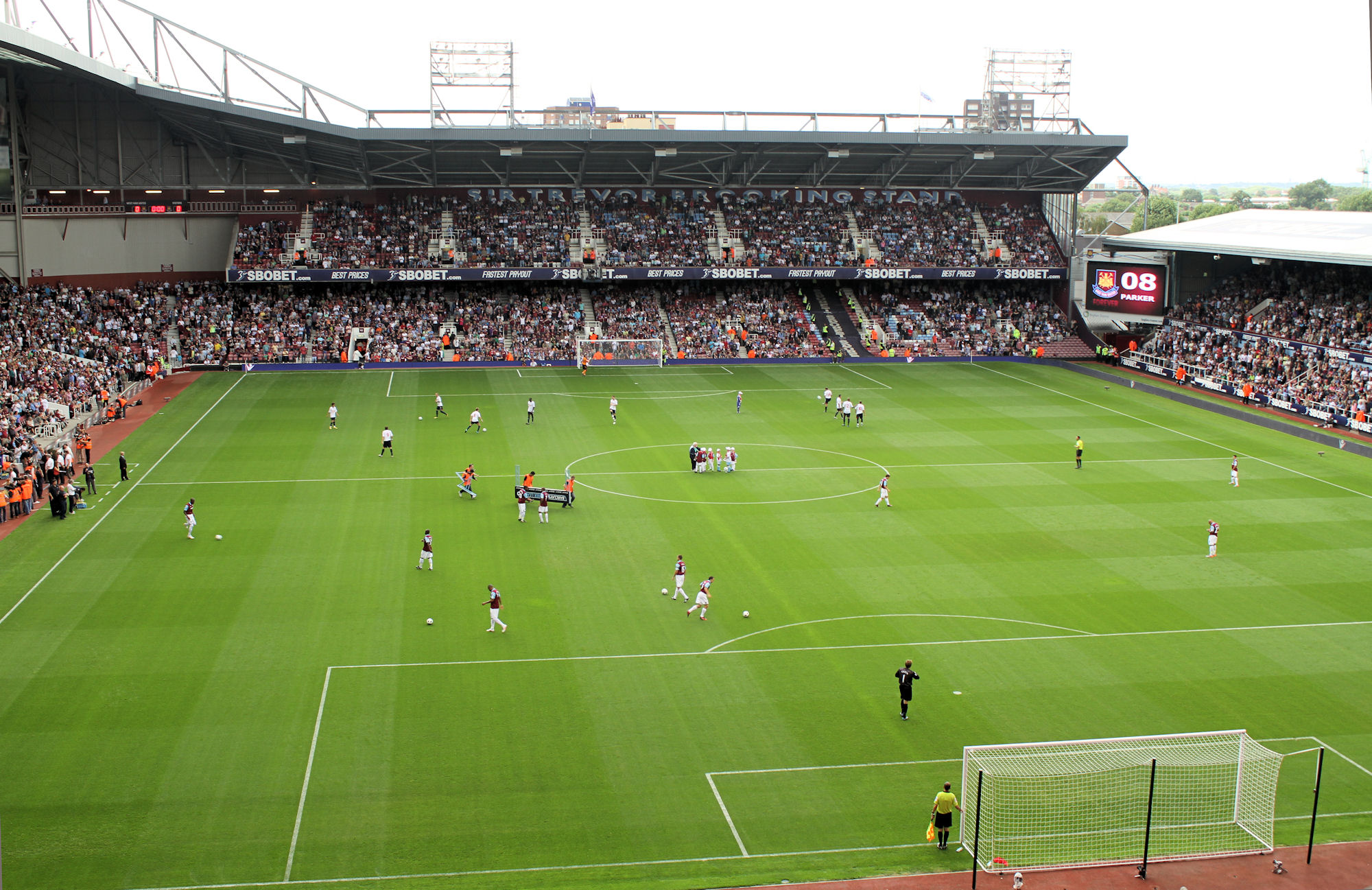
Boleyn Ground.

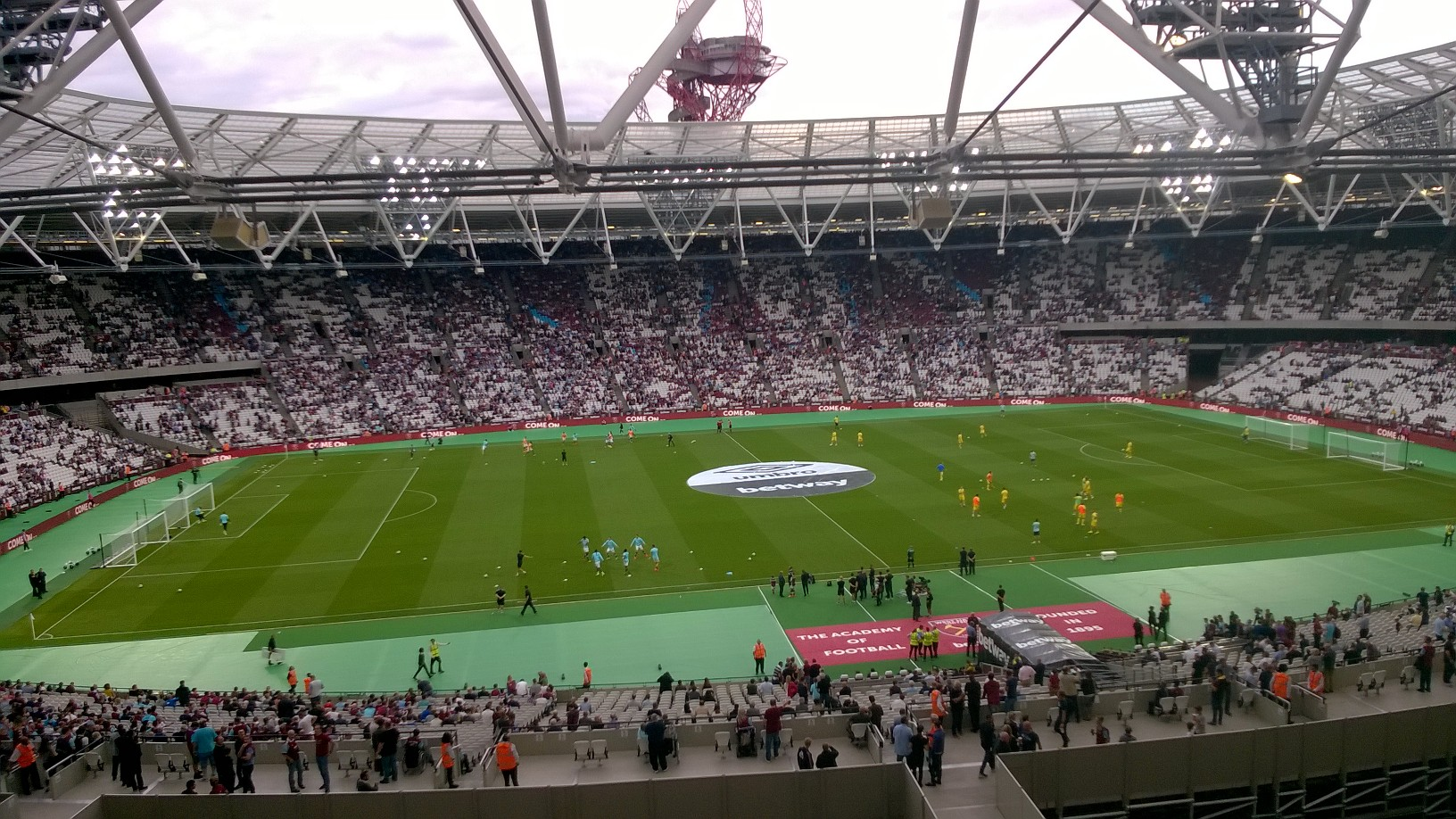
Le stade olympique.

Boleyn Ground est le stade où évoluait le club de West Ham. Il était situé dans l'arrondissement de Newham, formé à partir des villes de West Ham et East Ham, dans l'est du Grand Londres.
Ce stade était aussi connu sous le nom d'Upton Park, en référence au quartier du même nom.
Il avait une capacité de 35 303 spectateurs et possédait quatre tribunes, nommées The Sir Trevor Brooking Stand, The Bobby Moore Stand, The East Stand et The Alpari Stand.
Le 22 mars 2013, le club annonce officiellement avoir obtenu le bail pour 99 ans et quittera le stade d'Upton Park en 2016 pour s'installer au Stade olympique de Londres.

### Équipementiers et sponsors
Sbobet est le sponsor principal du club de West Ham depuis la saison 2009-2010. Il s'agit d'une société de pari en ligne. Elle est licenciée en Europe sur l'Ile de Man pour fonctionner comme bookmaker sportif international. La société propose des paris sur tous les sports majeurs en plusieurs langues.
L'équipementier est la marque italienne Macron depuis la saison 2010-2011. Fondée en 1971 et basée à Bologne. En 2001, Macron se lance dans le football professionnel en devenant l'équipementier du Bologne F.C et depuis 2005, l'entreprise a élargi sa visibilité en devenant le partenaire de nombreux clubs européens (Italiens, Anglais, Espagnols, Français...). Le 7 mai 2013, le club annonce avoir conclu un partenariat commercial avec l'équipementier allemand Adidas. Ce dernier deviendra le fournisseur technique officiel à partir du 1er juin 2013 pour les deux prochaines saisons. Depuis juin 2015, Umbro est le nouvel équipementier du club.

## Équipes de jeunes et formation

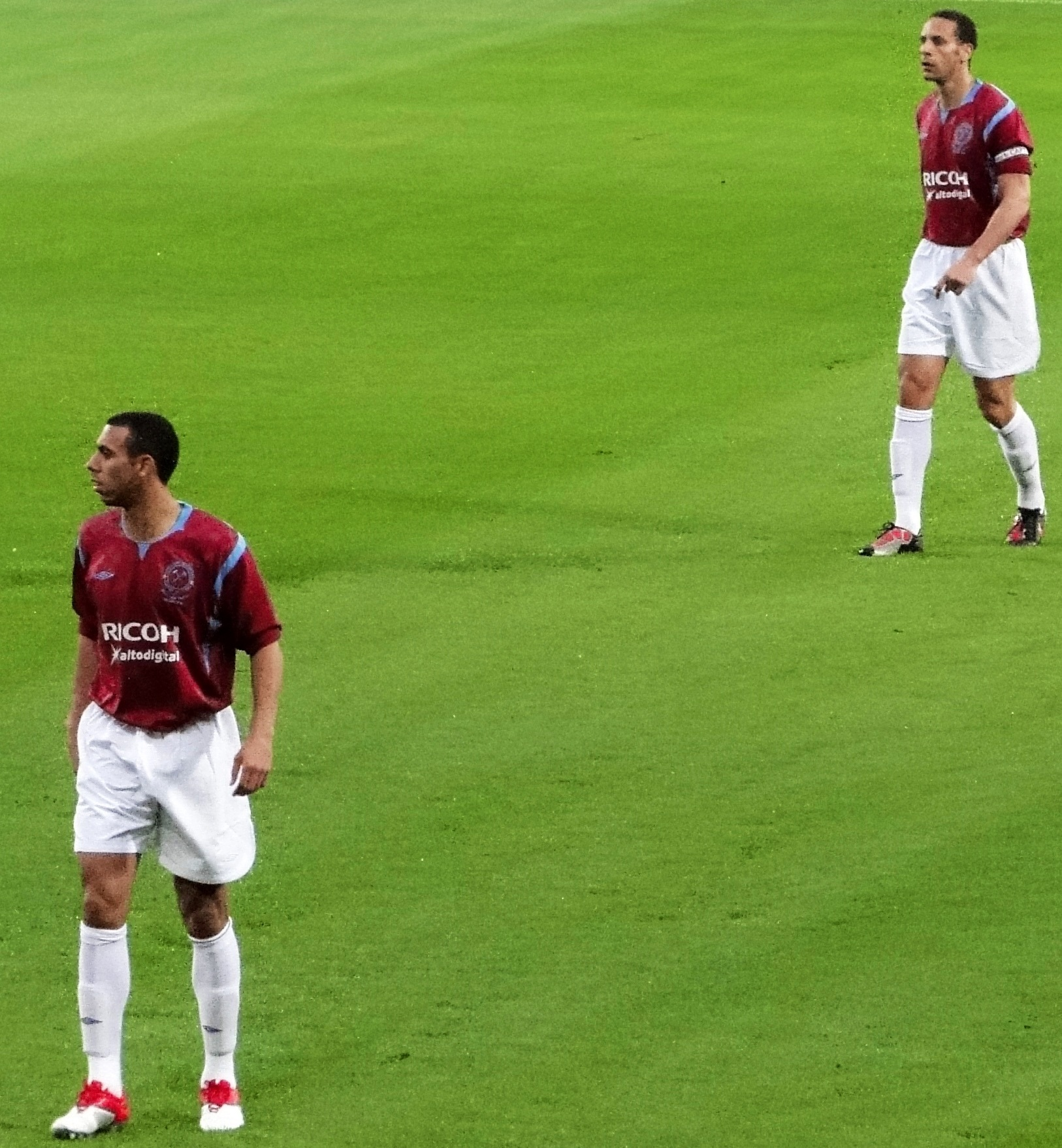
Les frères Rio et Anton Ferdinand sortent de la West Ham Academy.

West Ham possède l'une des meilleures académie du royaume. Le club est d'ailleurs parfois surnommé The Academy of football, en Angleterre en raison du nombre impressionnant de grands joueurs à avoir fait leurs classes chez les Claret and Blue. Le club a notamment sorti de son centre de formation les champions du monde anglais Martin Peters, Geoffrey Hurst, triple buteur en finale et le capitaine de la sélection, Bobby Moore.
À la fin des années 1990, ce sont Rio Ferdinand, l'un des meilleurs défenseurs de sa génération, Frank Lampard, deuxième au Ballon d'or 2005, Joe Cole ou encore Michael Carrick qui furent les grands noms à être promus en équipe première du club.
D'autres joueurs tels que Trevor Brooking, Paul Ince, Jermain Defoe ou encore Glen Johnson ont fait leurs classes au club avant de réaliser de grandes carrières dans plusieurs clubs prestigieux de Premier League. .
Plus récemment, Mark Noble, qui a joué plus de 500 matchs avec les Hammers et Declan Rice, finaliste de l'Euro 2020 avec les Three Lions sont les deux derniers joueurs majeurs issus de l'académie.

## Rivalités

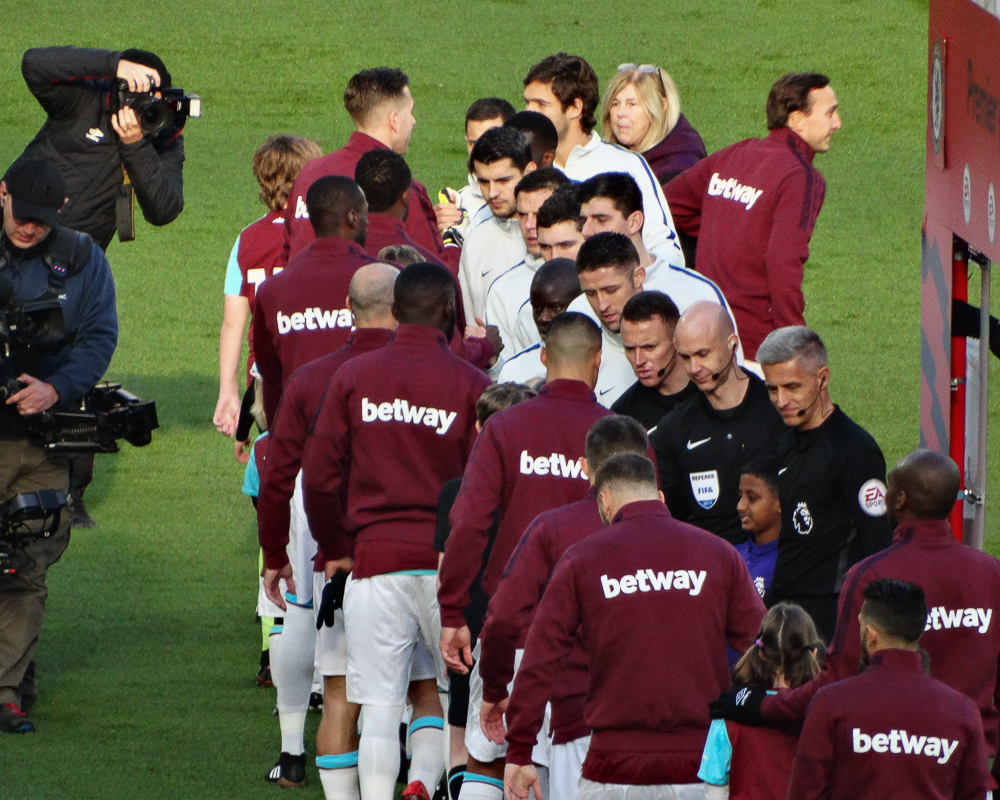
Les Hammers face à Chelsea avant un derby.

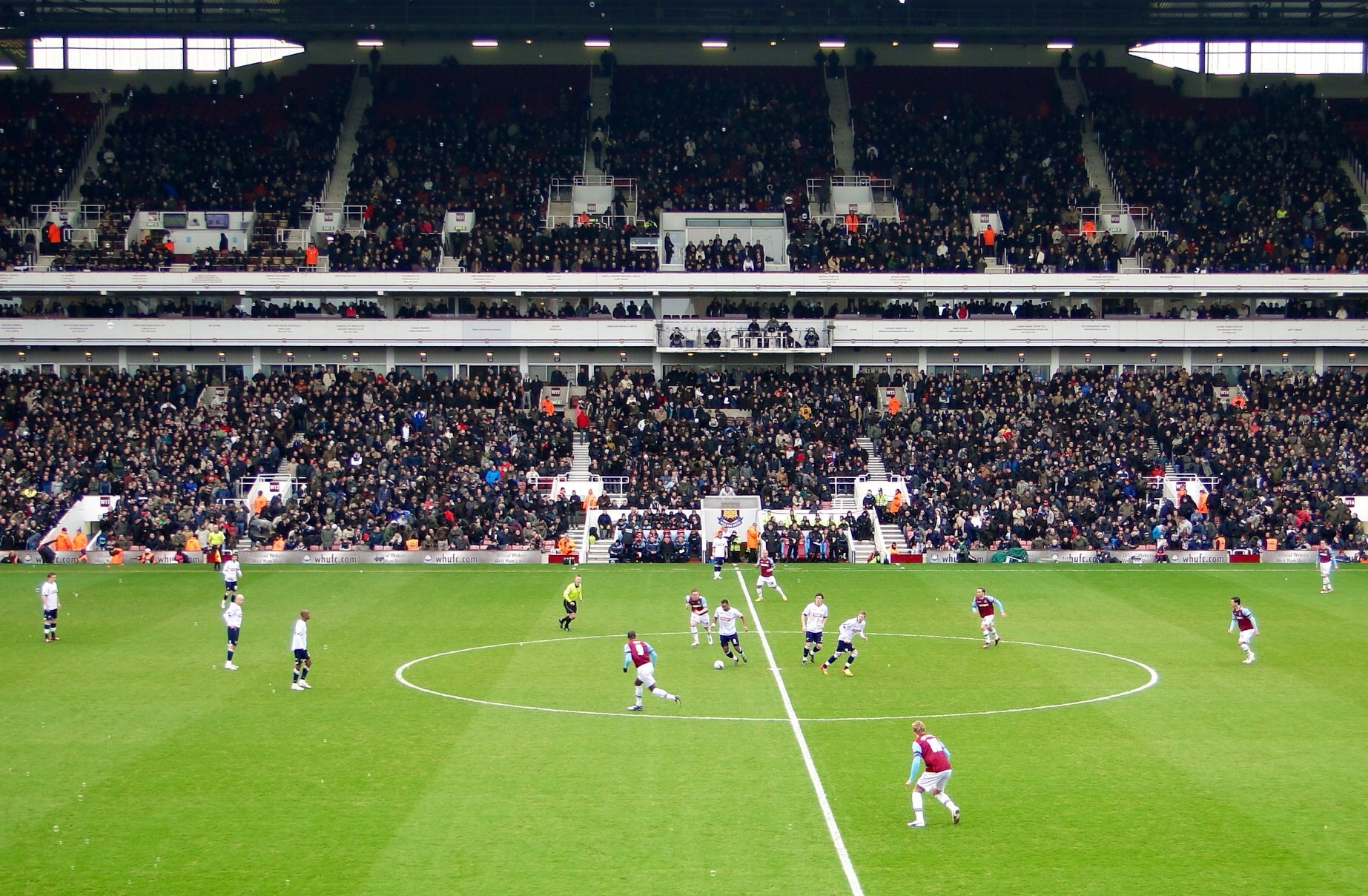
Derby face à Milwall en 2012.

Le principal rival local du club est Milwall, un autre club situé dans l'est de Londres. L'origine de cette rivalité remonte à la fin du XIXe siècle et trouve sa source dans les industries. Millwall FC a été créé en 1885 par des ferblantiers d'une usine de l'île aux Chiens, un des ports de la ville. Dix années plus tard, un contremaître d'une entreprise concurrente crée le Thames Ironworks FC, qui sera renommé quelques années plus tard en West Ham United FC. Ainsi la rivalité sportive entre Millwall et Thames Ironworks s'est rapidement intensifiée sur la base de la rivalité qui existe entre les deux companies dans le monde des dockers londoniens. Le premier match opposant les deux clubs a lieu le 23 septembre 1897 devant 1 300 personnes et s'est terminé par une victoire de Millwall 2-0. Plusieurs joueurs ont porté le maillot des deux clubs comme Tony Cottee, Teddy Sheringham ou encore Glen Johnson. Un seul entraîneur s'est assis sur le banc des deux équipes, il s'agit de Billy Bonds, légende de West Ham en tant que joueur.
Le club connaît également des rivalités avec Tottenham et Chelsea, deux autres grands clubs de Londres, ainsi qu'avec Sheffield United en raison de l'affaire qui a eu lieu lors de la saison 2007 et avait vu Carlos Tévez jouer illégalement pour les Hammers et contribué au maintien du club au détriment de Sheffield. Le club de West Ham a ainsi dû rembourser 25 millions de livres au club de Sheffield United comme amende.

## Soupçons de fraudes fiscales
En 2017, le fisc britannique conduit une enquête pour des fraudes à l'impôt et aux cotisations sociales survenues sur des transferts paraissant frauduleux, effectués par le club.
Le 26 avril 2017 au matin, d'après le journal L'Équipe des perquisitions et des opérations de police visant des possibles fraudes fiscales sont menées à la suite d'une enquête. Des documents sont saisis au stade olympique.

## West Ham dans la culture populaire

### Supporters

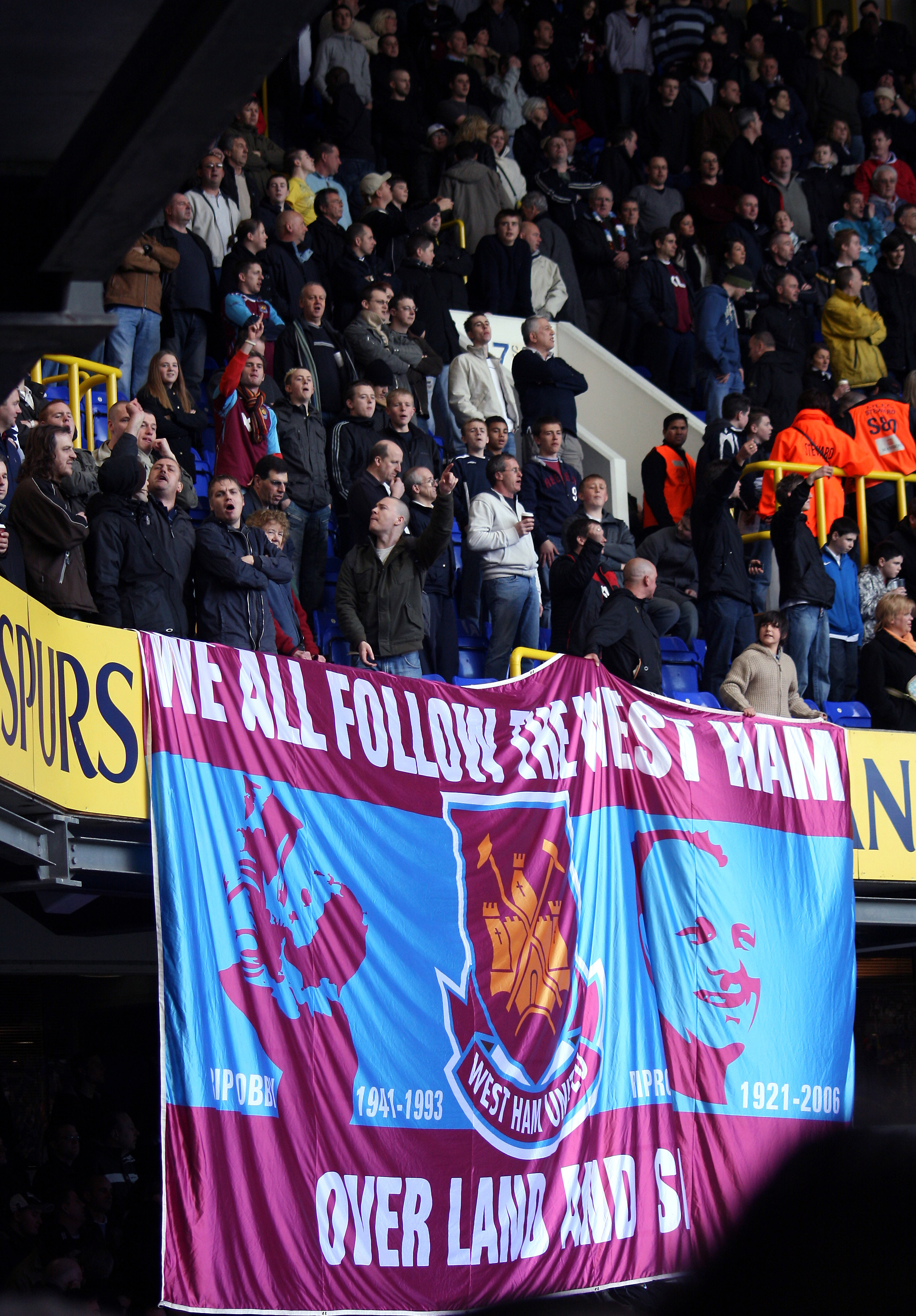
Les supporters de West Ham en déplacement à White Hart Lane à l'occasion d'un derby face à Tottenham.

Les supporters de West Ham sont réputés à l'époque de Boleyn Ground pour être parmi les plus passionnés et les plus bruyants d'Angleterre. Ils sont d'ailleurs connus pour entonner le chant « I'm forever blowing bubbles » avant chaque match des Hammers à domicile.
Le club a également la réputation d'avoir été l'un des foyers du hooliganisme en Angleterre. Ce phénomène de violence prend source durant les années soixante et gagne le club durant les années 70 et 80. West Ham est alors connu à cette époque pour les nombreux actes de violence de ses supporters envers les fans adverses mais aussi la police, à la suite notamment de l'émergence de l'Inter City Firm, l'un des groupes de hooligans les plus connus en Angleterre.

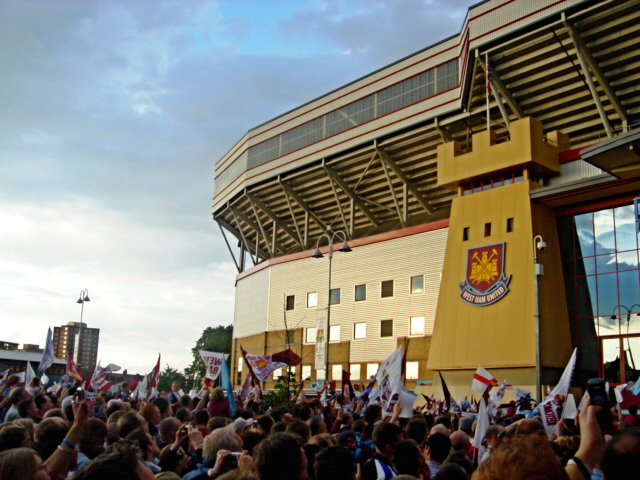
Rassemblement de supporters devant Boleyn Ground en 2005.

Depuis la création de la Premier League en 1992, de nombreuses actions ont été menées en Angleterre afin de faire disparaitre le hooliganisme des tribunes. Le club de West Ham n'y a pas échappé mais reste toujours fortement associé à ce phénomène dans l'imagerie populaire. Le club sert d'ailleurs de support au film Hooligans de Lexi Alexander.
Dans l'épisode La Cool Attitude de la saison 24 de la série Les Simpson, T-Rex le voisin de Bart et Lisa est un fan de West Ham United. Le drapeau est cependant vert et or et non bordeaux et bleu.
Dans l'univers de la saga Harry Potter, Dean Thomas, élève de même année que Harry, est un grand supporter de West Ham.
[réf. souhaitée].
Steve Harris, leader et bassiste du groupe de heavy metal Iron Maiden, est un fan inconditionnel du club et arbore souvent son blason en tournée. Dans sa jeunesse, il a d'ailleurs hésité entre la carrière de musicien et celle de footballeur car le club de West Ham l'avait sollicité pour intégrer son équipe de jeunes. Katy Perry est aussi une fan importante de West Ham[réf. souhaitée]. Elle a d'ailleurs fait des photos « sexy » avec les couleurs et l'écusson de West Ham et portait une tenue aux couleurs des Claret & Blue offerte par son ami (et fan de West Ham) Russel Brand, lors des MTV European Music Awards 2009. La chanteuse Pixie Lott en a profité, en admettant sa jalousie pour la tenue Claret & Blue de Katy Perry, pour se montrer une fan inconditionnelle des Hamers[réf. nécessaire]. Danny Dyer, l'acteur principal du film The Football Factory (où il incarne pourtant un hooligan de Chelsea), est également un grand fan de West Ham. Les acteurs Matt Damon, Richard E. Grant, Keira Knightley ont tous trois également admis soutenir West Ham[réf. nécessaire]. Barack Obama a par ailleurs confessé son affection pour les Hammers et Alfred Hitchcock était également un supporter de cette équipe[pas clair][réf. nécessaire]. Triple H est également supporter de West Ham.